# Lalœuf
Lalœuf est une commune française située dans le département de Meurthe-et-Moselle en région Grand Est.

## Géographie

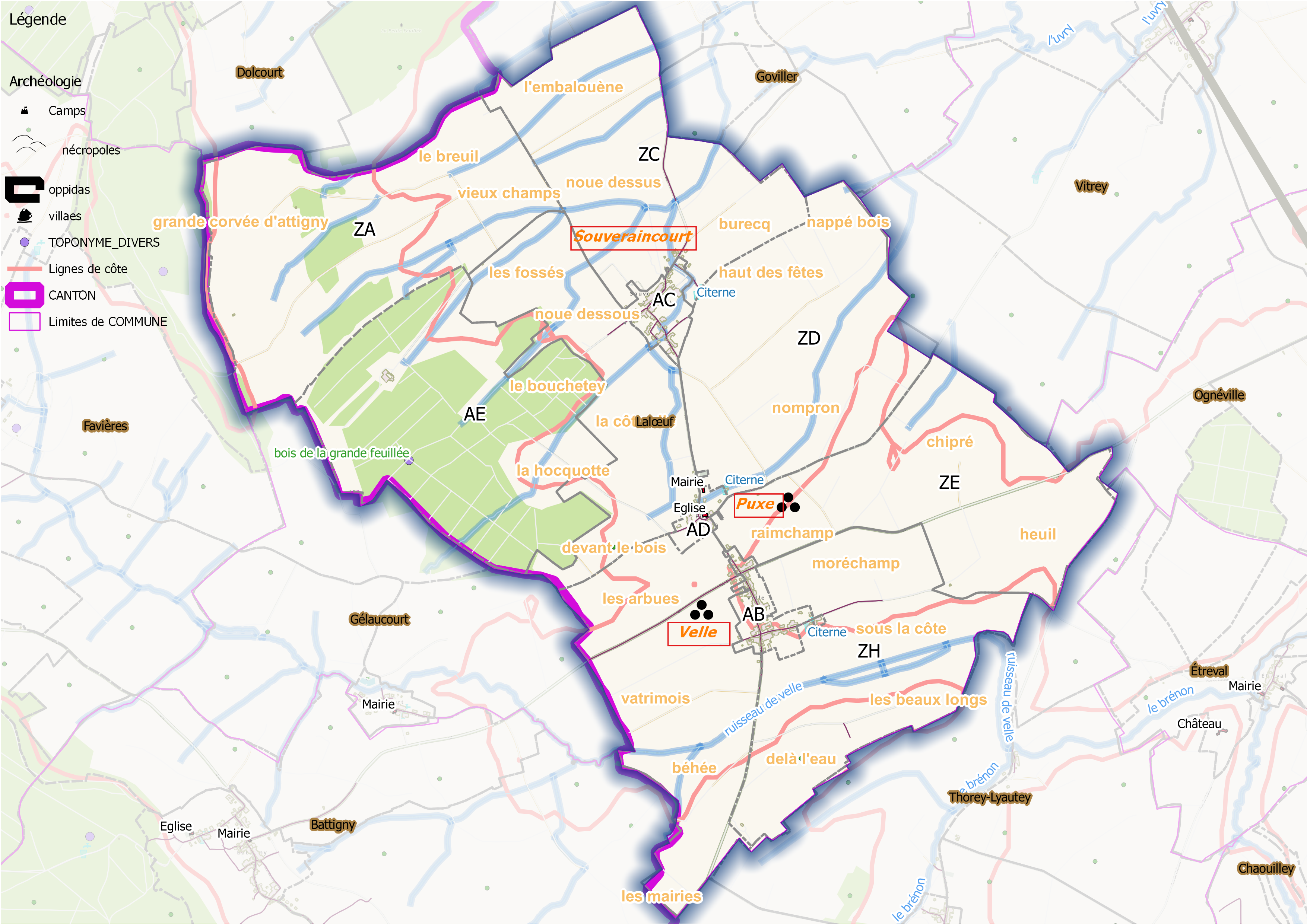
Fig. 1 - Laloeuf (ban communal).

Arrosé par le ruisseau de Velle, le territoire communal de 1 100 hectares comprenait, d'après les données Corine land Cover, en 2011, 73 % de prairies, 12 % de forêt, 10 % de zones agricoles et 5 % de zones urbanisées. Il est desservi par les routes départementales 5 et 55.
Communes limitrophes
| Dolcourt             | Goviller | Vitrey                  |
| Favières             | Laloeuf  | Ognéville               |
| Gélaucourt, Battigny |          | Thorey-Lyautey, Etreval |

### Hydrographie
La commune est dans le bassin versant du Rhin au sein du bassin Rhin-Meuse. Elle est drainée par le ruisseau de Velle,.

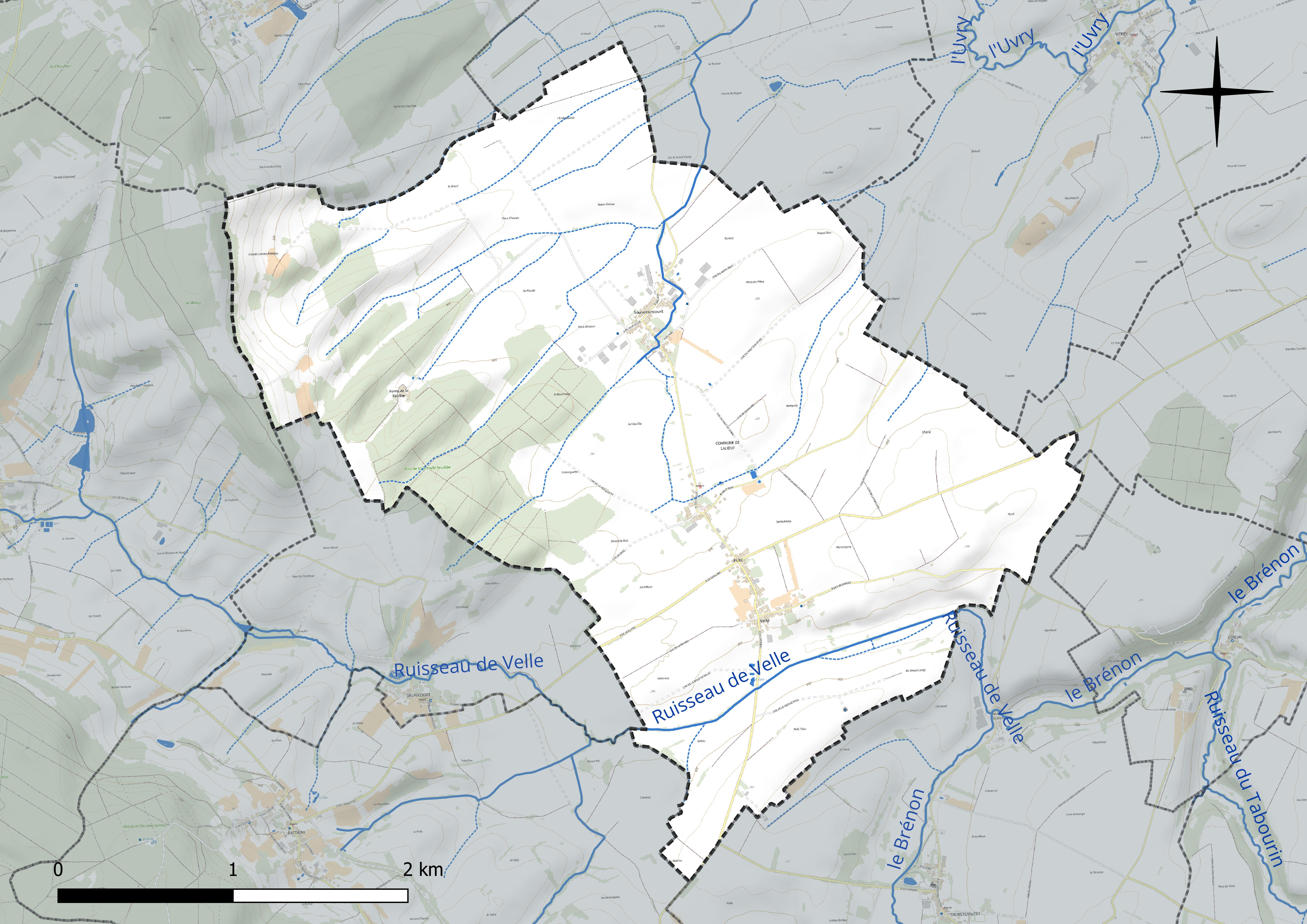
Réseau hydrographique de Lalœuf.

### Climat
Pour des articles plus généraux, voir Climat du Grand Est et Climat de Meurthe-et-Moselle.
En 2010, le climat de la commune est de type climat des marges montargnardes, selon une étude du Centre national de la recherche scientifique s'appuyant sur une série de données couvrant la période 1971-2000. En 2020, Météo-France publie une typologie des climats de la France métropolitaine dans laquelle la commune est dans une zone de transition entre le climat océanique altéré et le climat océanique altéré et est dans la région climatique  Lorraine, plateau de Langres, Morvan, caractérisée par un hiver rude (1,5 °C), des vents modérés et des brouillards fréquents en automne et hiver. 
Pour la période 1971-2000, la température annuelle moyenne est de 9,5 °C, avec une amplitude thermique annuelle de 16,9 °C. Le cumul annuel moyen de précipitations est de 864 mm, avec 12,7 jours de précipitations en janvier et 9,6 jours en juillet. Pour la période 1991-2020, la température moyenne annuelle observée sur la station météorologique de Météo-France la plus proche, « Nancy-Ochey », sur la commune d'Ochey à 14 km à vol d'oiseau, est de 10,5 °C et le cumul annuel moyen de précipitations est de 810,4 mm. 
La température maximale relevée sur cette station est de 39,6 °C, atteinte le 25 juillet 2019 ; la température minimale est de −19,1 °C, atteinte le 12 janvier 1987,,. 
Les paramètres climatiques de la commune ont été estimés pour le milieu du siècle (2041-2070) selon différents scénarios d'émission de gaz à effet de serre à partir des nouvelles projections climatiques de référence DRIAS-2020. Ils sont consultables sur un site dédié publié par Météo-France en novembre 2022.

## Urbanisme

### Typologie
Au 1er janvier 2024, Lalœuf est catégorisée commune rurale à habitat dispersé, selon la nouvelle grille communale de densité à sept niveaux définie par l'Insee en 2022.
Elle est située hors unité urbaine. Par ailleurs la commune fait partie de l'aire d'attraction de Nancy, dont elle est une commune de la couronne,. Cette aire, qui regroupe 353 communes, est catégorisée dans les aires de 200 000 à moins de 700 000 habitants,.

### Occupation des sols
L'occupation des sols de la commune, telle qu'elle ressort de la base de données européenne d’occupation biophysique des sols Corine Land Cover (CLC), est marquée par l'importance des territoires agricoles (81,6 % en 2018), en diminution par rapport à 1990 (87,4 %). La répartition détaillée en 2018 est la suivante : prairies (46,3 %), terres arables (28,7 %), forêts (12,4 %), zones agricoles hétérogènes (6,5 %), zones urbanisées (5,9 %), milieux à végétation arbustive et/ou herbacée (0,2 %). L'évolution de l’occupation des sols de la commune et de ses infrastructures peut être observée sur les différentes représentations cartographiques du territoire : la carte de Cassini (XVIIIe siècle), la carte d'état-major (1820-1866) et les cartes ou photos aériennes de l'IGN pour la période actuelle (1950 à aujourd'hui).

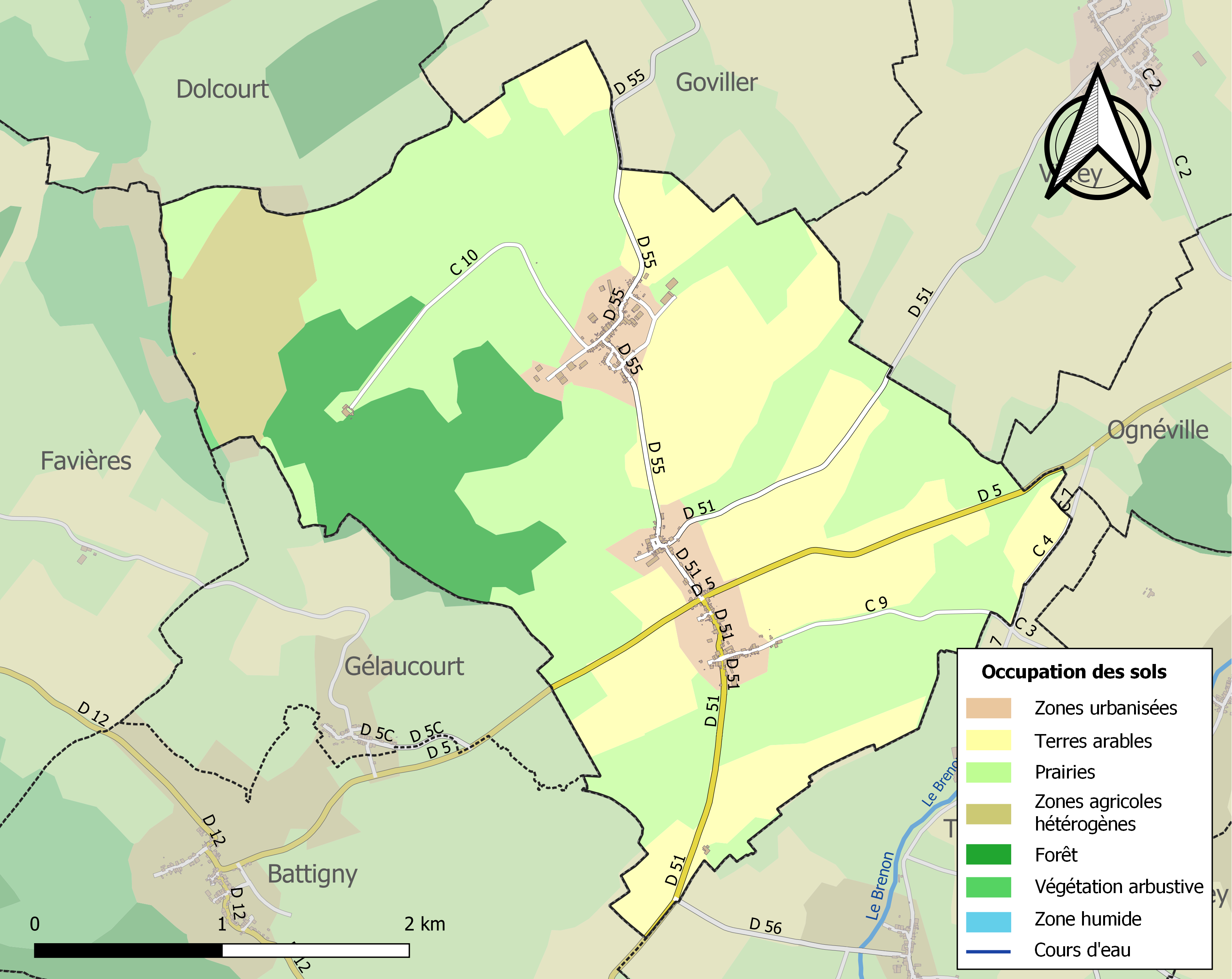
Carte des infrastructures et de l'occupation des sols de la commune en 2018 (CLC).

## Toponymie
Le nom de la localité est attesté sous les formes Les Alieufz, Alieuf (1487) ; Allieuf (1500) ; Lalloeuf (1600) ; L'Alœuf.

Le nom du village était jadis l'Alœuf, c'est-à-dire l'alleu (terre franche), parfois orthographié Laluef dans les anciens textes.
Au cours de la Révolution française, la commune porte le nom de Unité.

## Histoire
Présence gallo-romaine : Jules Beaupré mentionne dans son ouvrage les artéfacts relatifs à cette période découverts sur le ban de la commune : 
«Près du hameau de Puxe, pointes de flèches en silex et poteries, près du hameau de Velle, monnaies gauloises…»
Le village est formé par la réunion des trois hameaux de Puxe, Velle et Souveraincourt. Dès l'année 1298, le comte Henri III de Vaudémont met ces hameaux sous sa coupe en établissant la grande féauté (fidélité) à son profit. René II assouplit le joug en abolissant les mains-mortes en 1491.
Toutefois c'est bien le hameau de Puxe le plus ancien puisque Hugues Ier de Vaudémont, donna à l'église de Belval, en 1123, les deux tiers des revenus des dîmes et fonda, la même année près de Gélaucourt un prieuré pour six religieux bénédictins (lieu-dit six-maisons)
Au XVIIe siècle la seigneurie appartient à Henriette de Vaudémont-Lixheim sœur de Charles IV de Lorraine qui la donne à son intendant Christophe de Lescamoussier, décédé en 1659. Son épouse Catherine Fournier a son tombeau dans le chœur de l'église.

## Politique et administration

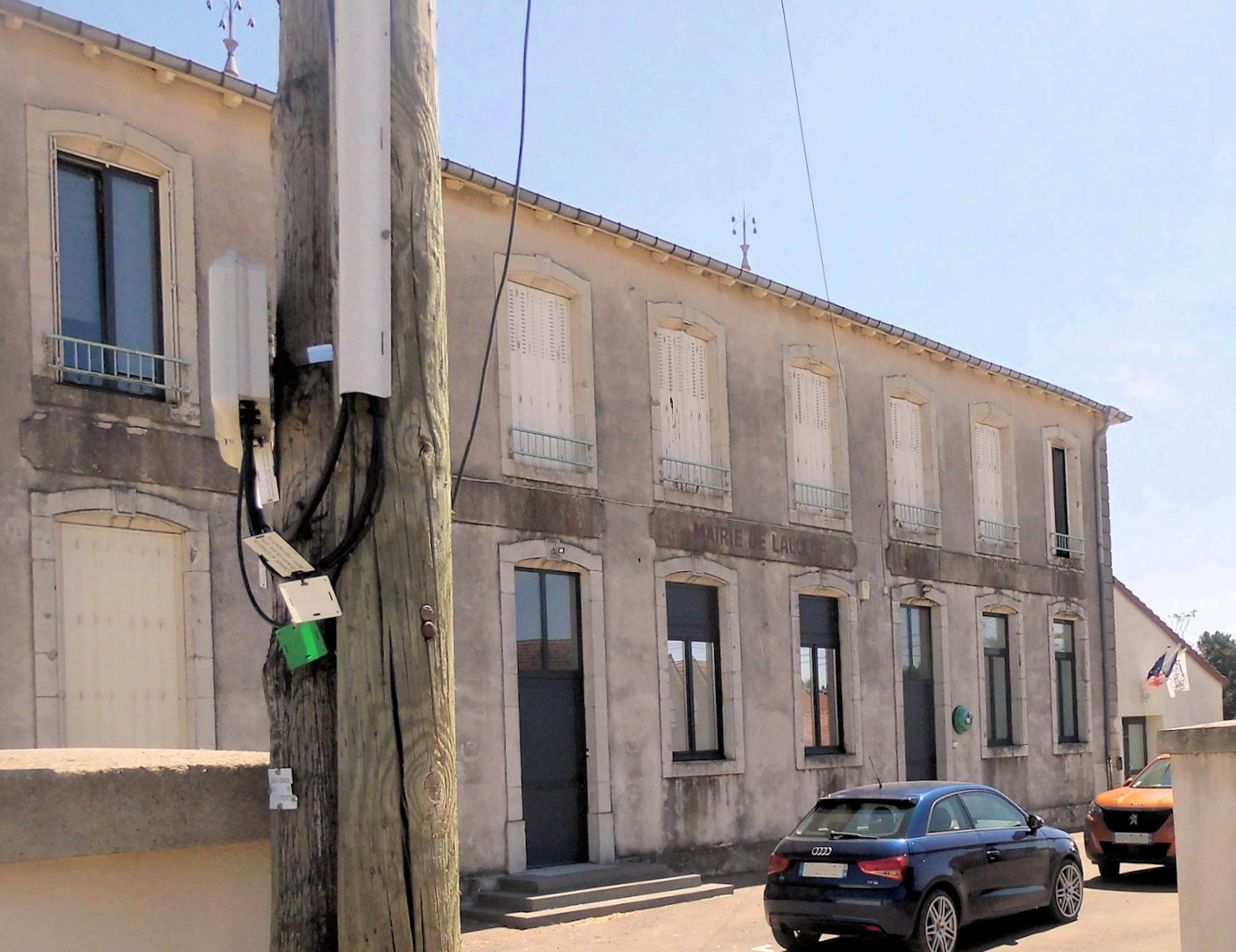
La mairie.

| Période                                  | Période                   | Identité                                      | Étiquette | Qualité    |
| ---------------------------------------- | ------------------------- | --------------------------------------------- | --------- | ---------- |
| Les données manquantes sont à compléter. |                           |                                               |           |            |
| mars 2001                                | En cours (au 27 mai 2020) | Olivier Bergé, Réélu pour le mandat 2020-2026 |           | Technicien |

## Population et société

### Démographie
L'évolution du nombre d'habitants est connue à travers les recensements de la population effectués dans la commune depuis 1793. Pour les communes de moins de 10 000 habitants, une enquête de recensement portant sur toute la population est réalisée tous les cinq ans, les populations de référence des années intermédiaires étant quant à elles estimées par interpolation ou extrapolation. Pour la commune, le premier recensement exhaustif entrant dans le cadre du nouveau dispositif a été réalisé en 2008.

En 2022, la commune comptait 301 habitants, en évolution de +3,08 % par rapport à 2016 (Meurthe-et-Moselle : −0,13 %, France hors Mayotte : +2,11 %).
| 1793 | 1800 | 1806 | 1821 | 1831 | 1836 | 1841 | 1846 | 1851 |
| ---- | ---- | ---- | ---- | ---- | ---- | ---- | ---- | ---- |
| 475  | 271  | 424  | 512  | 520  | 541  | 514  | 560  | 566  |

| 1856 | 1861 | 1872 | 1876 | 1881 | 1886 | 1891 | 1896 | 1901 |
| ---- | ---- | ---- | ---- | ---- | ---- | ---- | ---- | ---- |
| 493  | 510  | 480  | 475  | 452  | 437  | 416  | 410  | 409  |

| 1906 | 1911 | 1921 | 1926 | 1931 | 1936 | 1946 | 1954 | 1962 |
| ---- | ---- | ---- | ---- | ---- | ---- | ---- | ---- | ---- |
| 361  | 325  | 280  | 273  | 278  | 286  | 276  | 275  | 253  |

| 1968 | 1975 | 1982 | 1990 | 1999 | 2006 | 2008 | 2013 | 2018 |
| ---- | ---- | ---- | ---- | ---- | ---- | ---- | ---- | ---- |
| 229  | 185  | 180  | 207  | 233  | 284  | 298  | 292  | 290  |

| 2022 | - | - | - | - | - | - | - | - |
| ---- | - | - | - | - | - | - | - | - |
| 301  | - | - | - | - | - | - | - | - |

## Économie
Dans son ouvrage, H. Lepage donne quelques indications sur l'économie du village en 1862 :
«... 855 hect. en terres lab., 148 en prés, 5 en vignes, 66 en bois. L'hectare semé en blé, seigle et avoine, peut rapporter 10 hectol., en orge 8. Chevaux, bœufs et vaches...»
indiquant par là-même sa nature agricole et modestement viticole.

### Secteur primaire ouagriculture
Le secteur primaire comprend, outre les exploitations agricoles et les élevages, les établissements liés à l’exploitation de la forêt et les pêcheurs. D'après le recensement agricole 2010 du Ministère de l'agriculture (Agreste), la commune de Laloeuf était majoritairement orientée sur la production de bovins (auparavant production de bovins et de lait) sur une surface agricole utilisée d'environ 1034 hectares (égale à la surface cultivable communale) quasi stable depuis 1988 - Le cheptel en unité de gros bétail s'est réduit de 1567 à 1388 entre 1988 et 2010. Il n'y avait plus que neuf exploitations agricoles ayant leur siège dans la commune employant quatorze unités de travail (20 exploitations/28 unités de travail en 1988), l'activité agricole a persisté dans ce secteur de l'élevage.

## Culture locale et patrimoine

### Lieux et monuments
- Nombreuses maisons aux portes charretières en plein cintre des XVIIIe et XIXe siècles.
- Église paroissiale romane Saint-Rémy à Puxe du XIIe siècle, reconstruite au XVIe : portail du XIIe siècle à chapiteaux ornés, tympan pré-roman en réemploi, absides à décor d'arcatures du XIIe siècle, chœur roman, nef et bas-côtés des XVe et XVIe siècles, édifice objet d'une inscription au titre des monuments historiques par arrêté du 29 octobre 1926[30].

### Personnalités liées à la commune
- Ferdinand de Thiballier, chevalier, seigneur du fief de Souveraincourt[31]
- Léon Vautrin (Lalœuf, 1820 - Frouard, 1884), architecte.

### Héraldique
| Blason de Lalœuf | Blason  | De gueules au pal d’argent accompagné de deux colombes du même tenant dans leur bec une ampoule d’or. |
| Blason de Lalœuf | Détails | Le statut officiel du blason reste à déterminer.                                                      |